# AMAKUSA1637
『AMAKUSA1637』（あまくさ1637）は、赤石路代による日本の漫画作品。
隔月刊誌『プチフラワー』（小学館）にて2000年7月号から2002年5月号まで連載、同誌が『月刊フラワーズ』としてリニューアルされたのに伴い移籍、2002年6月号から2006年3月号まで連載されていた。全57話。単行本は全12巻、文庫版は全7巻。

## あらすじ
1995年、早弓夏月と宮本政希は阪神・淡路大震災に罹災。夏月を瓦礫からかばって宮本が背中に傷を負うが2人は震災を生き延びることができた。
2000年、聖フランシスコ学園生徒会メンバーで大の仲良しの夏月たち6人は、修学旅行で船上にいた。長崎沖を航行中、船は突然大波に飲まれてしまう。目を覚ました夏月がいたのは、寛永14年（1636年）の熊本・大矢野島。夏月は島原・天草の乱直前の江戸時代にタイムスリップしていた。
自分より3日早く同じ島に着き、益田甚兵衛という男性に助けられていた英理と再会した夏月だったが、前年に亡くなったという甚兵衛の息子・時貞に間違えられてしまう。時貞、いわゆる天草四郎は、歴史上その時期に死んでいるはずのない、あり得ない事実だった。
一揆は史実では失敗に終わり、女子ども関係なく3万人が死ぬことが分かっている。それが分かっているからこそ、夏月は天草四郎として一揆を率いる決心をする。これ以上人々を死なせないために、「天草の乱」を「天草の変」に変えるために。
辿りついた時期は違えど生徒会メンバー全員がタイムスリップしており、時々通じる携帯電話などでも安否を確かめ、メンバー全員が一揆前の天草に集結する。
夏記らは史実で乱を鎮圧するために派兵した九州の有力藩‐肥後国熊本藩、肥前国佐賀藩、筑前国福岡藩に一揆勢に加勢してくれるか、もしくは鎮圧に派兵しないよう要請すべく各国を行脚、また「変」の旗頭として豊後国に配流されていた松平忠直に協力を仰ぐ。困った人を見ると助けずにはいられない夏月の行動もあって、各藩主や松平忠直との面会は概ね良好に終わり、薩摩国薩摩藩の島津光久とも筑前国で知己を得る。
島原藩松倉勝家は愛妾・黄蝶が与えられた食糧などを民に分け与えていたこと、黄蝶の心が長崎の男（堀江栄司）にあることに怒り、年貢を納められない農民の妊婦ともども水牢へ黄蝶を入れる。
農民たちもいよいよ我慢の限界となり、戻った夏月らの指揮の下、黄蝶と妊婦を救出する。妊婦の新生児も一命を取り留め、請われて夏月は新生児に「由」（「自由」から）と名付ける。
唐津藩藩主・寺沢堅高が富岡城に来たところを、城代として八塚直純が「乱の首謀者の四郎をとらえた」として面会し、殺害。史実では落城しなかった富岡城は一揆勢のものとなる。藩主の仇討ちと陸兵と水軍とを繰り出した唐津藩であったが、陸兵は通路となる小城藩、佐賀藩の遅滞工作もあって進軍が遅れ、単独で富岡城攻略をしかけた水軍はオランダ船デ・ライプ号の協力もあって撃退される。
その後、守りを固める島原城へ夏月らは少数でハンググライダーを用いて天守閣へ降り、松倉勝家のみを討とうとする。一度は二の丸へ逃れた松倉勝家だったが、脱出用の隠し通路から夏月らに侵入され、ついに討たれる。
島原城の落城は徳川家光の知るところとなり、板倉重昌を総大将として鎮圧軍が派遣されてくる。小城藩・藩主鍋島元茂はいち早く一揆軍に参戦し、佐賀藩・鍋島光茂、鍋島勝茂も遅れて一揆軍へ加わる。福岡藩藩主の黒田忠之は福岡藩兵を後方から動かさず、小倉藩は藩主・小笠原忠真自らが槍を持って島原城を攻めるも戦死。小笠原忠真は一揆軍の得体の知れぬ力に、家老の大羽内蔵助に小倉城堅守を命じて、命を引き取ったことで、小倉藩兵は撤退。
煮え切らぬ細川光利の言に板倉重昌が直接指揮を執り、1月1日から再度の島原城攻めが始まるが、板倉重昌は銀次に狙撃され戦死する。
細川忠利が死亡し、その弔意に夏月が単身で熊本藩を訪れたことで、細川光利も一揆軍への加勢を決意する。
各藩を統合した一揆軍が小倉城に迫るなか、葵の紋の旗を掲げ、松平忠直が現れ、それを見た薩摩藩・島津光久も一揆軍への参加を表明する。
籠城する小倉城を救うため、徳川家光自らが軍を率いて西へ向かうが、九州の情勢を知った農民が日本各地で一揆を引き起こしていた。
夏月は家光とオランダ船デ・ライプ号の船上で会談を行う。自ら見たわけでもない「奇跡」を信じない家光であったが、突如、宙に浮かび消失したデ・ライプ号を見て、認識を改める。ほとんどの者はデ・ライプ号から逃れることが出来たが、春日野英理と狼のウルだけが船に取り残され、姿を消した。
春日野英理は「現代」に戻ってきたが、そこは元の「現代」ではなかった。風力、太陽光発電が主力で電気自動車が普及した「現代」日本には原爆の投下なども行われていなかった。聖フランシスコ学園生徒会長は英理であり、早弓夏月らは歴史の中に名前を残すだけであった。
変更された歴史
九州は松平忠直をトップとした南幕府として独立するも、徳川幕府（北幕府）とは平穏な外交関係が築かれる。南幕府は鎖国しなかったこともあり、諸外国との交流もあって科学技術は多いに発展している。北幕府の開国後は主導権を取った。
天草四郎の後事は不明で「フランシスコの5聖人」と呼ばれる四郎に協力した5人の功績が語られている。
- 八塚直純 - 松平忠直の補佐として南幕府の重鎮となる。結婚はしなかったが、孤児を多数育てた。
- 堀江栄司 - 発明家として多数の発明を残す。妻・菊との間に子どもが5人。長女には「英理」と名付けている。
- 安芸島聖香 - 海外との交易に尽力する。
- 宮本武蔵 - 妻・夏月と共に剣術道場を開き、多数の剣士を育てた。
- えり - 後事は不明。銀次は生涯、えりを探していたという。

## 登場人物

### 主要人物
早弓 夏月（はゆみ なつき）
聖フランシスコ学園生徒会長。以下の5人と一緒に中等部・高等部通算5年間生徒会メンバーとして学園をまとめる。生徒会長として生徒たちから絶大な支持を得ていた。居合道・白鳳（はくほう）流宗家の娘で、剣道の高校チャンピオン。高校卒業後はコロンビア大学へ留学予定だった。
亡くなった四郎と瓜二つで、島原・天草の民からはデウス様に遣わされた天使だと勘違いされる。普通の女子高生として育ってきた自分が「デウスの使い」を名乗ることに抵抗を覚える。
宮本 政希（みやもと まさき）
生徒会副会長。夏月とは恋人同士で、唯一剣道で自分に勝った相手。高校卒業後はW大学へ進学予定だった。
夏月より7年早く江戸時代に着く。タイムスリップで記憶喪失になり、浜辺で気を失っているところをおつうに助けられ、剣の腕前を見込まれ、小倉藩の軍師・宮本武蔵として仕え、おつうとは恋人になる。
八塚 直純（やつか なおずみ）
生徒会副会長。学園で2番目の秀才。父親は運輸大臣であったが汚職により失脚。周囲が距離を置くなか、変わらず接触してくる夏月に好意を抱く。ゲイだが例外的に夏月のことは好きだった。高校卒業後は夏月と同じくコロンビア大学へ留学予定だった。
夏月より約8年早くタイムスリップし、唐津藩藩主・寺沢堅高に気に入られ、生きるために夜伽の相手もしながら、厳しい切支丹狩りをすることで信頼を得、富岡城の城代となっていった。村人たちからは「切支丹狩りの“大鷹の若”」と恐れられている。
春日野 英理（かすがの えり）
風紀委員長。全国模試トップで、学年首席。東京大学へ進学予定だった。頭はいいが大人しい性格。読んだ本の内容を全て記憶できる能力を持つ。
夏月は太陽のような存在で、本心では夏月が特定の人のものになってしまうのさえ嫌だと思っている。天草四郎として生きる決意をした夏月を守ると心に誓う。かつて演劇の脚本を書いた際に読み漁った本の知識を総動員し、乱の敗因を考察し対抗策を練る。
堀江 栄司（ほりえ えいじ）
生徒会書記。学年一小柄。夏月より5年早く長崎に着く。機械が好きで色々な発明品を作って夏月を助ける。歴史を変えてしまうことに抵抗を覚え、20世紀へ帰ることを望んでいたが、戦いの前夜に菊と祝言を上げ、愛を誓う。
安芸島 聖香（あきしま せいか）
生徒会書記。見た目はコギャル。素行も悪かったが夏月に請わるように（音響が良いからという理由で）聖堂で歌ってたところ、「天使の歌声」をシスターに見出される。高校卒業後はドイツへ声楽留学の予定だった。タイムスリップ後、オランダ商船に助けられる。メンバーの中では一番信心深く、マタイの福音書なども暗記している。美しい歌で一揆軍をまとめる。

### 一揆軍
銀次（ぎんじ）
銃撃の名手。終盤は「山田銀二」を名乗る。
英理の夏月への気持ちに気付くが、自身の英理への想いを秘める。
森宗意軒（もり そういけん）
島原一の軍師。
黄蝶（きちょう）
松倉勝家の愛妾。本名は菊（きく）。贅沢な暮らしをしながらも心が満たされていなかった。夏月に諭され、飢える農民たちに食糧を分け与える。勝家に娶られる前、栄司を「お兄様」と慕っていた。後に栄司と結ばれる。
松平忠直（まつだいら ただなお）
家光の従兄。元越前藩主。暴君・乱行の汚名を着せられ豊後に配流になった。表向きは仏門に入り“一伯”（いっぱく）を名乗っているが、キリシタンである。一揆へ参戦しようと、館を抜け出したところを捕まり、更なる遠地へと配流となる。その輸送途上で海で遭難し死亡したとされたが、幸運にも隠れキリシタンが住む三ツ島に漂着し一命を取り留めていた。柳生十兵衛に請われて、一揆軍と小倉藩兵の激突直前の両軍に割り込むように登場する。
四郎の妹で外見も似ている女中姿の夏月として最初に出会っているため、四郎が女性であるとは知らなかった数少ない人物。

### 諸大名
小城藩・鍋島藩・黒田藩・熊本藩が一揆軍へ加勢。薩摩藩は忠直を守るという名目で一揆軍へ寝返る。
肥前国
松倉勝家（まつくら かついえ）
島原藩主。

鍋島元茂（なべしま もとしげ）
小城藩藩主。剣の腕に優れ、家光の兵法指南役だった。母親の身分が低かったために家督を継げずにいる。心優しい青年で民からも慕われており、次期藩主に望まれてもいて、元茂派と光茂派とに分かれて争う要因ともなっている。
毒矢で襲われ、負傷したところを夏月に助けられる。
甥・光茂との仲違いを解消させてくれた夏月に恩義を感じ、勝茂・光茂に先んじて一揆軍へ加わる。
鍋島勝茂（なべしま かつしげ）
元茂の父親、光茂の祖父。元茂側と光茂側とに割れる家臣たちを中立の立場で見守っているが、嵐が過ぎ去るのを待ち、自ら行動しようとはしないタイプだった。
鍋島光茂（なべしま みつしげ）
勝茂の孫、元茂の甥（腹違いの弟・鍋島忠直の子）。佐賀藩藩主。なお、元茂が小城藩藩主に、光茂が佐賀藩藩主になるよう指示したのは徳川家光。
鶏をいじめていたところ（本人は剣の修行と主張）を夏月に咎められ、落ち葉を空中で両断する夏月の剣の腕と、「（国を治めるには）上ではなく下（民）を見よ」という亡き父・忠直と同じ言葉を夏月から聞き、夏月を剣の師匠と慕う。
元茂と光茂との仲たがいは前佐賀藩藩主筋の龍造寺家の手の者による謀略であったが、夏月らの活躍により事態の究明と解決が行われた。

寺沢堅高（てらざわ かたたか）
唐津藩主。若い頃はキリスト教信者だったが、神だけが人の上に立つという教えはいずれ幕藩体制を揺るがすと気付き、キリシタン弾圧に移行した。

肥後国
細川光利（ほそかわ みつとし）
熊本藩主嫡男。女癖の悪そうな遊び人タイプ。
狼退治に村を訪れたところ、先に村を訪れていた夏月と武蔵（政希）が既に狼を退治済だったことを知り、夏月を家来にと望むが「友だち」ならばと断られる。
その後、「変」を成功させるために九州の諸勢力を巡る夏月らと会談し、未来に子孫（細川護熙）が国のトップに立ったことを知らされる。
聖香らによれば、どことなく細川護熙に似ているとのこと。
細川忠利（ほそかわ ただとし）
熊本藩主。光利の父親。乱勃発時は病床に伏せており、島原城攻略戦のさなかに息を引き取る。
陣佐左衛門（じん すけざえもん）
熊本藩藩士。史実では天草四郎を討ったとされる人物。光利との会談を終え旅立とうとする武蔵に声をかけ、立ち合いを望む。
筑前国
黒田忠之（くろだ ただゆき）
福岡藩主。遊び好きで武芸嫌いと有名。幕藩体制に疑問を持つ野心家でもある。
栗山大膳（くりやま たいぜん）
福岡藩家老。幼い頃から忠之を見てきただけあって、その器の大きさも性格もよく分かっているが、現状では決して叶うことのない野望を諫めることで藩と民たちを守ろうとする。夏月らに説得され、いわゆる黒田騒動は未然に防がれた。
一揆鎮圧のための派兵前に忠之から真意（一揆軍への加勢）を打ち明けられた際には、「忠之の夢ごと守る」として協力を約する。
薩摩国
島津光久（しまづ みつひさ）
薩摩藩主。本作においては光久の父・島津家久は一揆が起きる前、1937年中に死亡しており、藩主となっている。
いち早く情報を手に入れ戦局を見極めた側室のお紅に一揆軍への参加を打診され、史実よりもはるかに多い1万超の兵を自ら率いて出陣。
お紅
光久の側室。架空の人物。

### 幕府軍
徳川家光（とくがわ いえみつ）
三代将軍。
柳生十兵衛（やぎゅう じゅうべえ）
家光から天草の不穏分子を「取るに足りない者なら殺せ」と命じられる。家光から自由になりたいと心のどこかで思っている。
左目は自ら傷つけたものであるが、これは家光の寵愛を逃れるため。武芸の腕は高く、作中で十兵衛に匹敵するのは四郎（夏月）、武蔵くらい。
板倉重昌（いたくら しげまさ）
幕府軍総帥。
小笠原忠真（おがさわら ただざね）
豊前小倉藩主。母親が家康の孫に当たる。
大羽内蔵助（おおば くらのすけ）
小倉藩家老。小笠原の最期の命令で、小倉城を守り固める。
小笠原家は家光の指示で、伊予国へ移封となる。

### その他

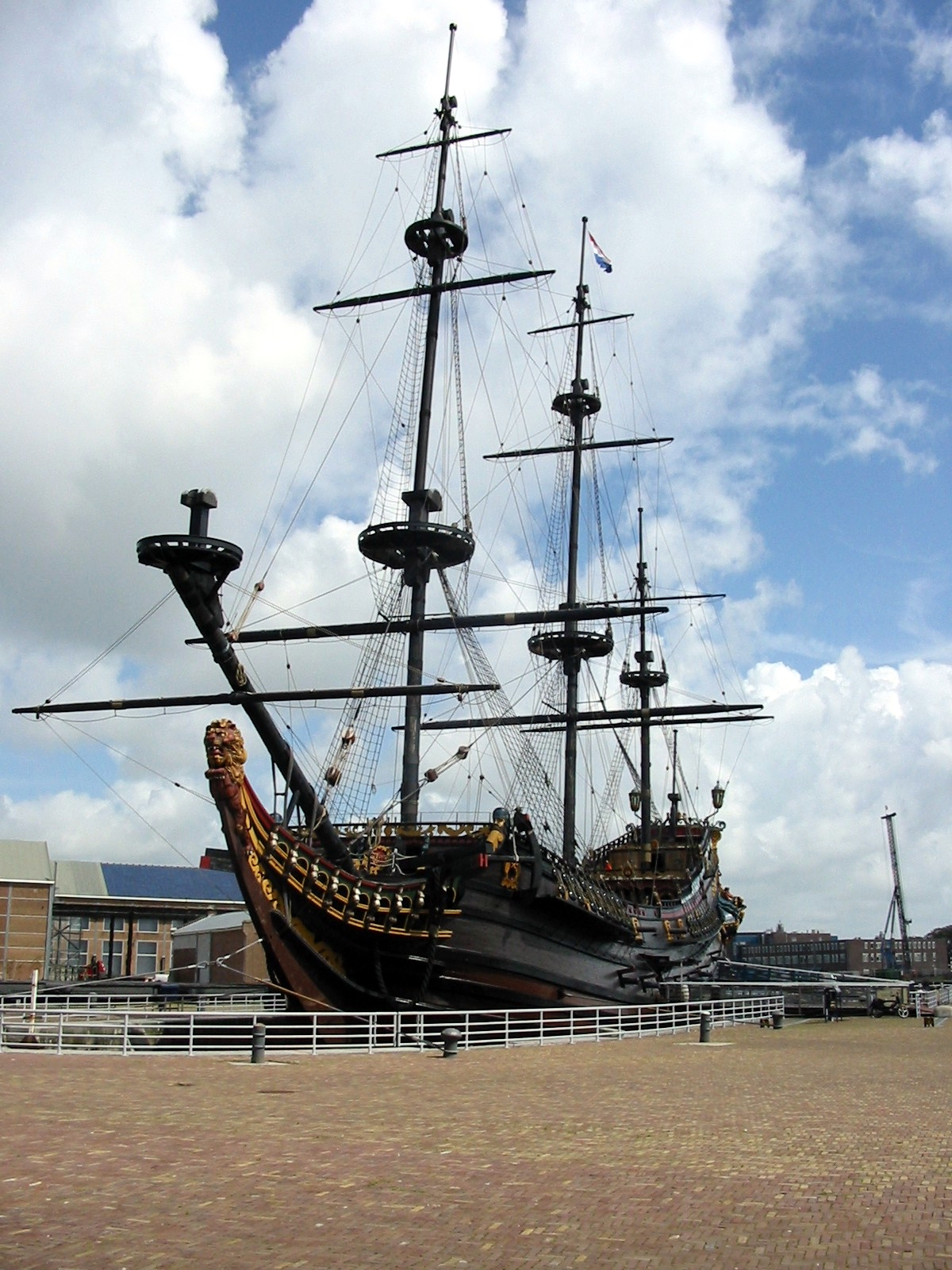
長崎オランダ村のプリンス・ウィレム号のレプリカ。

おつう
武蔵（宮本）の許嫁。天草へ行った武蔵を辛抱強く待ち続けるが、武蔵がデウスの使いと手を組んだという噂を聞き、いても立ってもいられなくなる。
「武蔵の恋人・おつう」は吉川英治が小説『宮本武蔵』で創作した人物であるが、夏月などは実在人物だと思っている。
ヤン
オランダ船デ・ライプ号の船長。聖香を愛している。デ・ライプ号は実在の船であるが船長の名前については赤石の創作。
デ・ライプ号は長崎オランダ村のプリンス・ウィレム号のレプリカがモデルとなっている。
クーケバッケル
平戸のオランダ商館長。聖香に一揆が成功した際の利を説かれて協力するようになる。

## TV出演
2013年8月13日BS-TBS放送の日本歴史探訪「ライバルたちの光芒」「天草四郎」VS「徳川家光」のゲストに作者の赤石路代が「天草四郎」側のゲストで出演した。「徳川家光」側ゲストは加来耕三、司会は高橋英樹。

## 書誌情報
赤石路代 『AMAKUSA1637』 〈小学館・フラワーコミックス〉 全12巻
1. 2001年03月26日発売、ISBN 4-09-134343-0
2. 2001年11月26日発売、ISBN 4-09-134344-9
3. 2002年05月25日発売、ISBN 4-09-134345-7
4. 2002年10月26日発売、ISBN 4-09-134346-5
5. 2003年04月24日発売、ISBN 4-09-134347-3
6. 2003年10月25日発売、ISBN 4-09-134348-1
7. 2004年02月26日発売、ISBN 4-09-134349-X
8. 2004年09月24日発売、ISBN 4-09-134350-3
9. 2005年01月26日発売、ISBN 4-09-137489-1
10. 2005年06月24日発売、ISBN 4-09-130155-X
11. 2005年11月25日発売、ISBN 4-09-130244-0
12. 2006年04月26日発売、ISBN 4-09-130426-5

赤石路代 『AMAKUSA1637』 〈小学館・小学館文庫〉 全7巻
1. 2010年2月13日発売、ISBN 978-4-09-191475-0
2. 2010年2月13日発売、ISBN 978-4-09-191476-7
3. 2010年3月13日発売、ISBN 978-4-09-191477-4
4. 2010年3月13日発売、ISBN 978-4-09-191478-1
5. 2010年4月15日発売、ISBN 978-4-09-191057-8
6. 2010年4月15日発売、ISBN 978-4-09-191058-5
7. 2010年5月15日発売、ISBN 978-4-09-191059-2